# Детская проституция

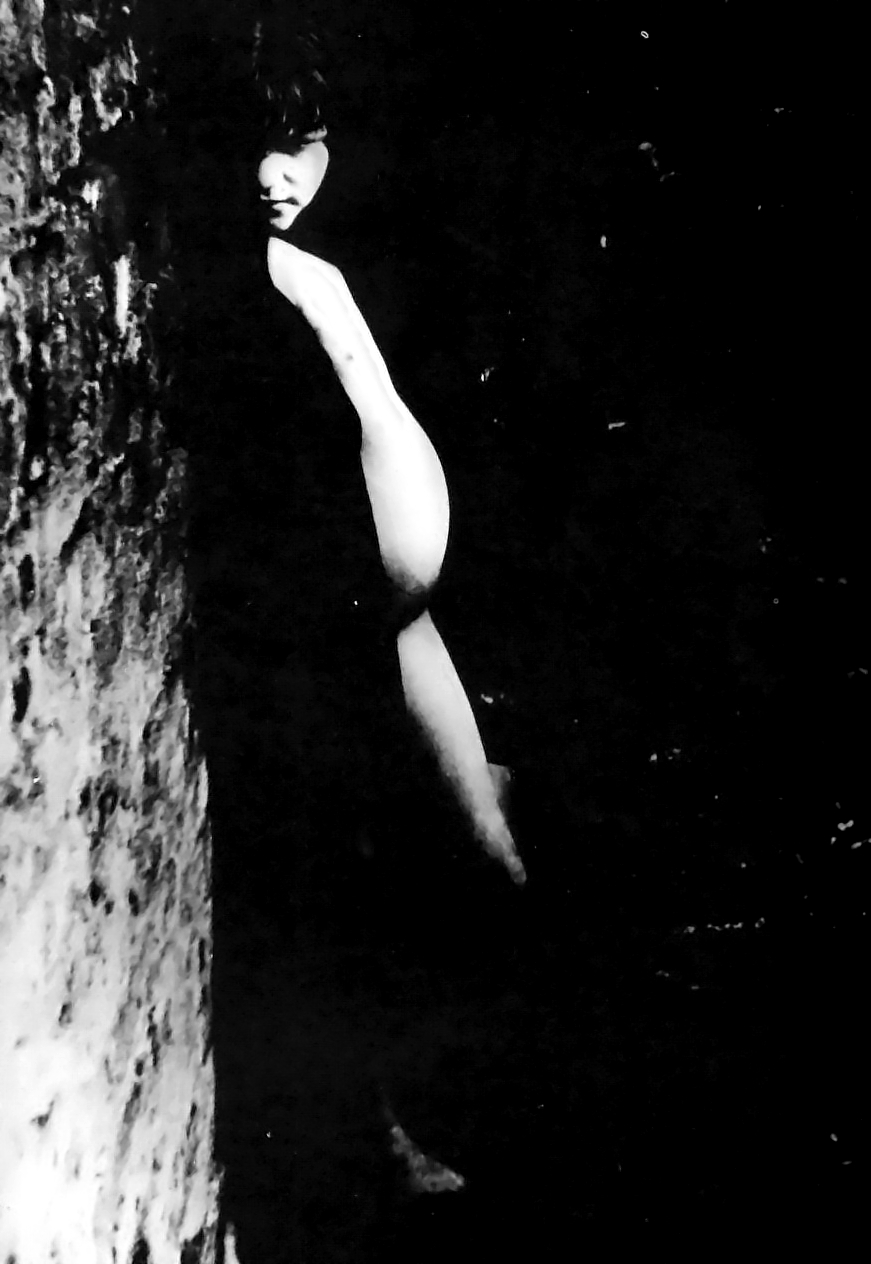
1871 год. Фотография обнажённой проститутки Мэри Симпсон в возрасте 10—11 лет, находящейся на 4 месяце беременности

Де́тская проститу́ция в большинстве национальных юрисдикций — сексуальные услуги за денежное или иное материальное вознаграждение, которые оказываются лицами, не достигшими возраста 18 лет.
Феномен детской проституции имеет глубокий исторический и социальный контекст. Например, в викторианской Англии 1880-х годов она имела связь с проблемами белого рабства и торговли людьми. В современном мире особенную остроту проблема детской проституции приобрела в азиатских странах, в частности, в Таиланде и на Филиппинах.
Среди специалистов не прекращаются споры об определении термина «детская проституция» и о природе самого явления, однако существует консенсус, что занятие этим видом деятельности несёт значительную опасность для ребёнка. Как правило, размеры его тела слишком малы для нормального соития со взрослым человеком и ранняя сексуальная активность может нанести физические повреждения. Кроме этого, риск переноса болезней, передающихся половым путём, очень высок, а беспомощность ребёнка не всегда позволяет ему настоять на использовании презервативов. Многие долгосрочные исследования связывают занятия детской проституцией с изменениями в психике.

## Юридическое определение
Определение детской проституции может сильно различаться в зависимости от того, кто использует этот термин. В большинстве стран законодательство определяет детей как лиц, не достигших совершеннолетия. Однако, некоторые определения ограничивают понятие детской проституции возрастом препубертата или раннего пубертата и выделяют отдельно подростковую проституцию. Дополнительный протокол к Конвенции о правах ребёнка, касающийся торговли детьми, детской проституции и детской порнографии, определяет детскую проституцию как «практику, при которой ребёнок используется в сексуальных целях лицами за вознаграждение или любую другую форму компенсации» (статья 2b). Вознаграждение или компенсация может предназначаться как самому ребёнку, так и третьим лицам.
Более подробный запрет вводится международной Конвенцией Совета Европы о защите детей от сексуальной эксплуатации и сексуального насилия (2007).

## Детская проституция в различных странах
Множество признаков указывает, что рост масштаба детской проституции во всех регионах планеты весьма серьёзен и его всё труднее игнорировать. Это явление послужило темой обсуждения на дебатах Европейского парламента в Страсбурге (Франция) в контексте проблемы нарушения прав человека и прав женщин. Большинство экспертов считает, что только принятие специального международного законодательства, а также увеличение сотрудничества между государствами в сферах борьбы с торговлей людьми и сексуальной эксплуатацией детей позволит остановить разрастание этой проблемы.
Природа вовлечения детей в проституцию разнится от страны к стране. Например, в Африке и Латинской Америке детская уличная проституция имеет характер относительно независимого бизнеса, в то время как в Таиланде и на Филиппинах секс-индустрия обладает сильными позициями и дети используются для подневольного труда в специальных детских борделях.
По оценкам UNICEF, в странах Азии более одного миллиона несовершеннолетних занято в сфере подневольной проституции. По сведениям организации ECPAT (англ. End Child Prostitution in Asian Tourism), в Таиланде количество детей, занимающихся проституцией, около 800 000 человек, в Индии таковых около 400 000 и не менее 60 000 на Филиппинах. В ряде других оценок подростковой проституции фигурирует 500 000 детей в Бразилии и 200 000 подростков в Канаде. По данным департамента коммерции в городе Богота (Колумбия), за семь лет число подростков моложе 14 лет, торгующих собственным телом, возросло в четыре раза, а в Москве в сферу этого бизнеса вовлечено более 1000 несовершеннолетних.

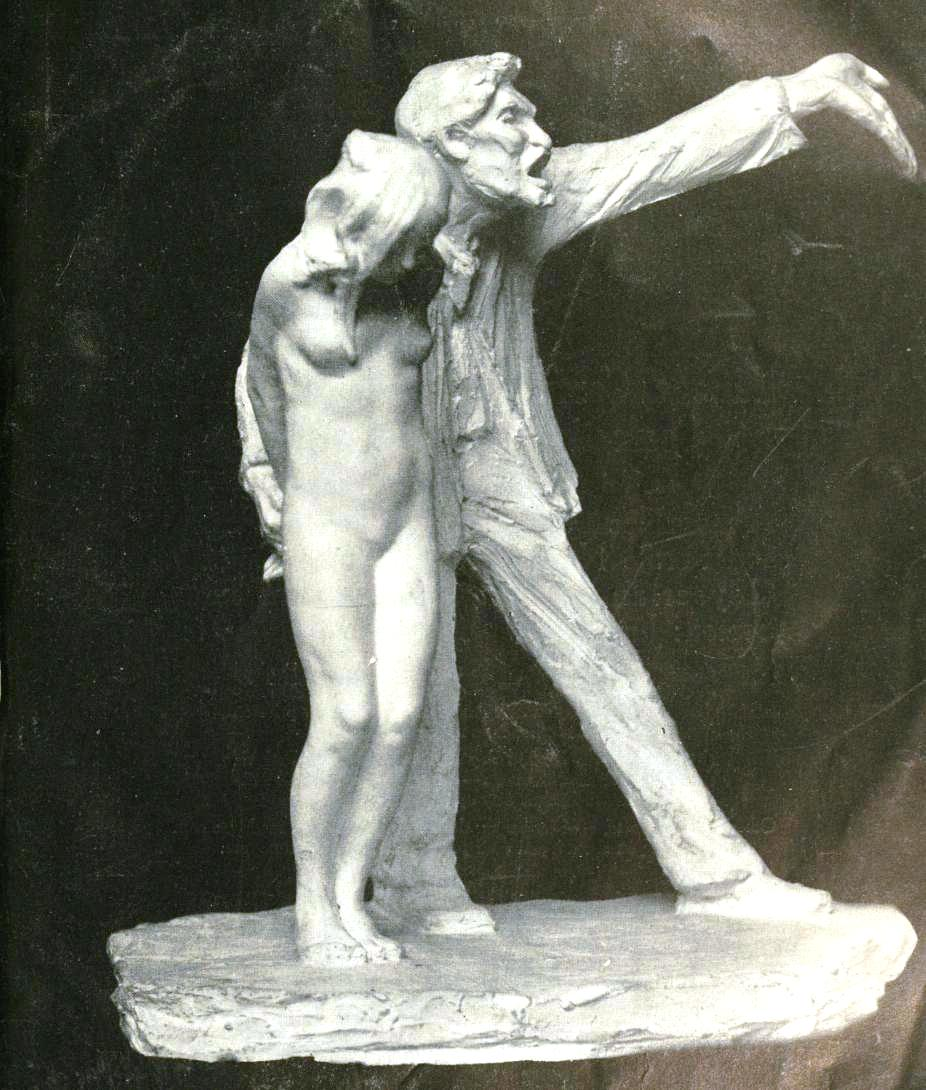
«Белая рабыня» (Эберле, 1913)